# Birrwil
Birrwil (toponimo tedesco) è un comune svizzero di 1 178 abitanti del Canton Argovia, nel distretto di Kulm.

## Geografia fisica
Birrwil si affaccia sul lago di Hallwil.

## Storia
Nel 1822 ha inglobato la località di Schwaderhof (fino ad allora parte del comune di Alliswil) e nel 1905 quella di Wilhof.

## Monumenti e luoghi d'interesse

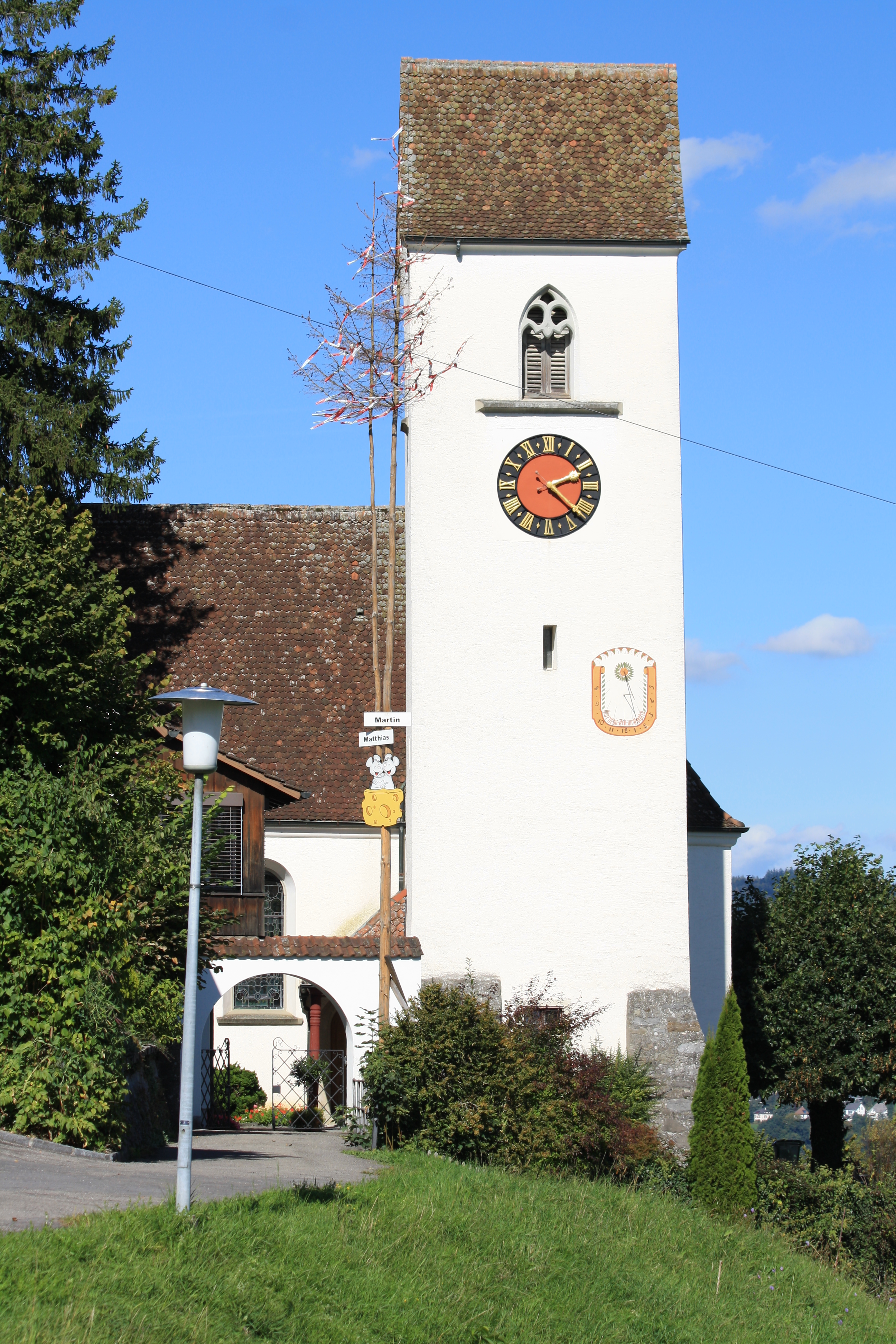
La chiesa riformata

- Chiesa riformata, attestata dal 1275 e ricostruita nel 1689[2].

## Società

### Evoluzione demografica
L'evoluzione demografica è riportata nella seguente tabella:
Abitanti censiti

## Infrastrutture e trasporti
Birrwil è servito dall'omonima stazione sulla ferrovia Seetalbahn.

## Amministrazione
Ogni famiglia originaria del luogo fa parte del cosiddetto comune patriziale e ha la responsabilità della manutenzione di ogni bene ricadente all'interno dei confini del comune.